# Le Vol du Navigateur
 (septembre 2021).
Si vous disposez d'ouvrages ou d'articles de référence ou si vous connaissez des sites web de qualité traitant du thème abordé ici, merci de compléter l'article en donnant les références utiles à sa vérifiabilité et en les liant à la section « Notes et références ».
Pour plus de détails, voir Fiche technique et Distribution.
Le Vol du Navigateur (Flight of the Navigator) est un film de science-fiction américain de Randal Kleiser sorti en 1986.

## Synopsis
David Freeman réapparait 8 ans après sa disparition sans avoir pourtant vieilli d'une seule année. Après diverses analyses et tests effectués par la NASA, les scientifiques concluent que le jeune garçon a été enlevé par des extraterrestres.

## Fiche technique
- Titre original : Flight of the Navigator
- Titre français : Le Vol du Navigateur
- Réalisation : Randal Kleiser
- Scénario : Mark H. Baker, Michael Burton et Phil Joanou (crédité Matt MacManus au générique)
- Direction artistique : Michael Novotny
- Décors : William J. Creber
- Costumes :  Mary Lou Byrd
- Photographie : James Glennon
- Son (mixeur) : Robert J. Litt, Steve Maslow, Elliot Tyson
- Montage : Jeff Gourson
- Musique : Alan Silvestri
- Effets spéciaux : John Boisseau, Bruce Hanover
- Maquillage : Philip Goldblat
- Coiffure : Diana Johnson
- Cascades : Courtney Brown, Kevin McCoy
- Production : Dimitri Villard, Robert Wald
  - Coproducteur : Malcolm R. Harding
  - Producteur exécutif : Mark Damon, John W. Hyde, Jonathan Sanger (en)
- Sociétés de production :  Walt Disney Pictures, Producers Sales Organisation (PSO), New Star Entertainment, Viking Films
- Société de distribution : Buena Vista Pictures
- Pays de production :  États-Unis,  Norvège
- Langue : anglais
- Format : Couleur - 35 mm - 1,85:1 - Stéréo
- Genre : Aventure, comédie et science-fiction
- Durée : 90 minutes
- Dates de sortie : 
  - États-Unis : 30 juillet 1986
  - Norvège : 4 décembre 1986

## Distribution
- Joey Cramer  (VF : Jackie Berger)  : David Freeman
- Paul Reubens  (VF : Marc de Georgi)  : Max (voix)
- Veronica Cartwright : Helen Freeman, la mère de David
- Cliff De Young  (VF : Hervé Jolly)  : Bill Freeman, le père de David
- Sarah Jessica Parker  (VF : Kelvine Dumour)  : Carolyn McAdams, l'employée de la NASA
- Matt Adler  (VF : Hervé Rey)  : Jeff, le frère de David (à 16 ans)
- Howard Hesseman : Dr Faraday
- Robert Small : Troy
- Albie Whitaker : Jeff, le frère de David (à 8 ans)
- Jonathan Sanger : Dr Carr
- Iris Acker : Janet Howard, l'habitante de la maison en 1986
- Richard Liberty : Larry Howard, l'habitant de la maison en 1986
- Raymond Forchion : Inspecteur Banks
- Cynthia Caquelin : L'assistante de Banks
- Ted Bartsch : Brayton, le veilleur de nuit qui a découvert l'engin
- Julio Oscar Mechoso : un garde du hangar

## Sorties cinéma
Sauf mention contraire, les informations suivantes sont issues de l'IMDb, Allociné
- États-Unis : 30 juillet 1986
- Royaume-Uni : 28 août 1986
- Norvège : 4 décembre 1986
- Japon : 27 décembre 1986
- Italie : 22 janvier 1987
- Australie : 25 juin 1987
- Taïwan : 27 juin 1987
- Espagne : 1er juillet 1987 (Barcelone)
- Espagne : 7 juillet 1987
- Espagne : 10 juillet 1987 (Madrid)
- Irlande : 10 juillet 1987
- Suède : 10 juillet 1987
- Brésil : 21 juillet 1988
- Allemagne de l'Ouest : 21 juillet 1988
- URSS : 1er octobre 1988
- Pays-Bas : 13 octobre 1988
- Danemark : 10 février 1989
- Pays-Bas : 22 avril 2007 (Festival du film fantastique d'Amsterdam)

## Distinctions
- Nomination au Saturn Award du meilleur film de science-fiction, par l'Académie des films de science-fiction, fantastique et horreur

## Bande originale
Tous les morceaux sont composés par Alan Silvestri. Contrairement à ses autres créations, la musique est ici entièrement électronique, utilisant le Synclavier.
1. Theme from Flight of the Navigator
2. Main Title
3. The Ship Beckons
4. David In The Woods
5. Robot Romp
6. Transporting The Ship
7. Ship Drop
8. Have To Help a Friend
9. The Shadow Universe
10. Flight
11. Finale

## Origine et production
Le film est tout d'abord produit par la société Producers Sales Organisation qui met la clé sous la porte alors que la production du film a déjà commencé. Walt Disney rachète lors d'une vente aux enchères ce film, ainsi que d'autres, et termine la production du film.
Le film est en partie tourné à Fort Lauderdale en Floride et en Norvège avec la société Viking Film.
Les scènes du concours ont été en réalité tournées à Pasadena (Texas) durant une phase qualificative du concours Ashley Whippet Invitational en 1986, une compétition de Disc dog lors de laquelle les chiens doivent rattraper des frisbees lancés par leur maître. On y aperçoit notamment Whirlin' Wizard, le chien vainqueur du Frisbee Dog World Championship en 1984. Les prises de vues de chiens courant simplement sur l'herbe ont été prises au 79th Street Causeway, dans un terrain d'herbe situé près des studios WSVN à Miami.
Le budget du film est estimé à 9 millions d'USD.

### L'équipe du film
Le réalisateur Randal Kleiser a connu la consécration en 1978 avec la comédie musicale Grease, puis à nouveau le succès public en 1980 avec Le Lagon bleu. En 1988, deux ans après Le Vol du Navigateur, il réalise Big Top Pee-Wee (la suite du film Pee-Wee Big Adventure de Tim Burton) avec dans le rôle principal l'acteur Paul Reubens qui offre sa voix au vaisseau spatial du Navigateur.
Le jeune Joey Cramer qui interprète David, le héros du film, n'a eu qu'une brève carrière d'acteur. C'est son 3e et dernier rôle au cinéma. Il débute en 1984 dans le film Runaway : L'Évadé du futur où il interprète Bobby, le fils du sergent Ramsay interprété par Tom Selleck.
L'actrice britannique Veronica Cartwright qui interprète Helen Freeman, la mère de David, a tourné dans de nombreux films à succès. On peut ainsi la voir encore adolescente dans Les Oiseaux (1963) et La Montagne des neuf Spencer (1963), puis plus tard dans L'Invasion des profanateurs (1978), Alien, le huitième passager (1979) ou Les Sorcières d'Eastwick (1987).
Cliff De Young qui interprète Bill Freeman, le père de David, débute dans les années 1960 comme chanteur du groupe Clear Lights, qui se produit avec des artistes aussi célèbres que Jimi Hendrix, Janis Joplin ou The Doors. Après la séparation du groupe, il interprète la comédie musicale Hair sur Broadway avant de partir s'installer en Californie pour démarrer une carrière d'acteur.
Sarah Jessica Parker interprète Carolyn McAdams, l'employée de la NASA qui aide David à retrouver sa famille. Encore peu connue à l'époque, elle obtient en 1985 le rôle principal du film School Girls et connaît la consécration en 1991 en donnant la réplique à Steve Martin dans L.A. Story. Elle devient une véritable vedette avec son rôle de Carrie Bradshaw dans la série télévisée Sex and the City à partir de 1998.

### Des effets visuels innovants
Réalisé à une époque où la technologie d'animation 3D n'en était qu'à ses débuts, Le Vol du Navigateur est le premier film à utiliser la technique de l'Environment Mapping offrant l'illusion qu'un objet chromé fait partie d'une scène réelle. Les effets spéciaux ont été réalisés par Omnibus Computer Animation, une des premières sociétés d'animation numérique, sous la supervision de Jeff Kleiser, frère de Randal Kleiser. L'ordinateur n'avait pas beaucoup d'espace de stockage, donc une fois la scène mappée, les données étaient supprimées pour faire place à une nouvelle scène
.
Les escaliers flottants permettant de pénétrer à l'intérieur du vaisseau, ainsi que l'apparente liquéfaction de la porte, ont été obtenus par une animation en volume, en utilisant des répliques métalliques pour chaque étape de l'animation.
Pour la scène où David grimpe dans l'engin en s'appuyant sur les marches flottantes, celles-ci sont en réalité attachées au sol par des poutres disposées de telle sorte qu'elles sont masquées par les marches elles-mêmes. Cet effet purement optique autorise également un léger mouvement de caméra, rendant l'effet spécial d'autant plus crédible.
Deux exemplaires du vaisseau ont été construits, l'un avec une ouverture, l'autre avec la porte scellée. Les coques sont constituées de fines lamelles de bois incurvées, enrobées de métal, lui-même recouvert d'une peinture réfléchissante. L'une des deux coques, remise ensuite à neuf, est utilisée dans l'attraction Tomorrowland du parc d'attractions Magic Kingdom. L'autre est exposée aux studios MGM en Floride où elle est laissée à l'abandon, sans entretien.

## Sortie et exploitation
À sa sortie en salles durant l'été 1986, le film rencontre un succès commercial mitigé avec une recette finale d'environ 18 millions de dollars. Il connaît cependant par la suite un certain succès auprès de la génération des années 1980 et est régulièrement diffusé dans Le Monde merveilleux de Disney. Le Vol du Navigateur marque pour Disney le début du retour à des films en prises de vue réelles.
La bande-annonce diffusée en salles présentait le vaisseau extraterrestre au centre de l'intrigue du film, attisant l'attente du public. Dans les premières scènes, le réalisateur prend un malin plaisir à jouer avec cette attente. Tout d'abord, on aperçoit ce qui semble être des soucoupes volantes au-dessus de Miami, mais ne sont en réalité que des frisbees argentés utilisés lors d'un concours de lancer de frisbees. Puis les spectateurs du concours sont soudain intrigués par une ombre gigantesque qui s'étend sur le terrain, mais ce n'est qu'un ballon dirigeable. Enfin, alors qu'il traverse les bois pour aller chercher son petit frère, le jeune David aperçoit une forme dans le ciel avec des lumières, mais ce n'est qu'un château d'eau.
Le Vol du Navigateur est mentionné comme une référence de la science-fiction, dans Le Geek charmant, un téléfilm de 2011, également produit par Disney.

### Un projet de remake
Le 25 mai 2009, le Hollywood Reporter annonce que Disney prépare un remake du film, le scénario étant écrit par Brad Copeland, les producteurs étant David Hoberman et Todd Lieberman,.

## Analyse
La disparition du jeune David pendant 8 ans, alors que celui-ci ne semble pas avoir vieilli, est expliquée dans le film par la vitesse supraluminique du vaisseau spatial dans lequel David a été enlevé. La planète Phaelon, d'où est originaire Max, est distante de la Terre de 560 années-lumière mais le voyage vers cette planète ne dure qu'environ 2 heures pour Max. Le personnage du Dr Faraday fait référence à une « théorie de la vitesse de la lumière » qui n'existe pas formellement, tout au plus pourrait-on la rapprocher de la théorie de la relativité restreinte. La distance Terre-Phaelon implique cependant que David aurait dû revenir sur Terre 1120 ans plus tard, et non 8 ans (dans ce cas, la distance n'aurait été que de 4 années-lumière). De plus, David n'a non seulement pas vieilli pendant les 8 années terrestres de sa disparition, mais en théorie il aurait même pu rajeunir de quelques heures.
Lynda Haas, Elizabeth Bell et Laura Sells associent le film au thème récurrent de la « mère absente » dans un sous-groupe où la mère n'est pas absente comme dans Pinocchio, Cendrillon, etc. mais qu'elle n'est présente que pour encourager ses enfants de manière bénévole, se sacrifiant pour atteindre ce but comme dans La Belle et le Clochard (1955) ou Peter et Elliott le dragon (1977).